# Das Tagebuch des Dr. Hart
Das Tagebuch des Dr. Hart er en tysk stumfilm fra 1917 af Paul Leni.

## Medvirkende
- Heinrich Schroth som Dr. Robert Hart
- Käthe Haack som Ursula von Hohenau
- Dagny Servaes som Jadwiga Bransky
- Ernst Hofmann som Bronislaw Krascinsky
- Adolf Klein som Bransky